# Xpand

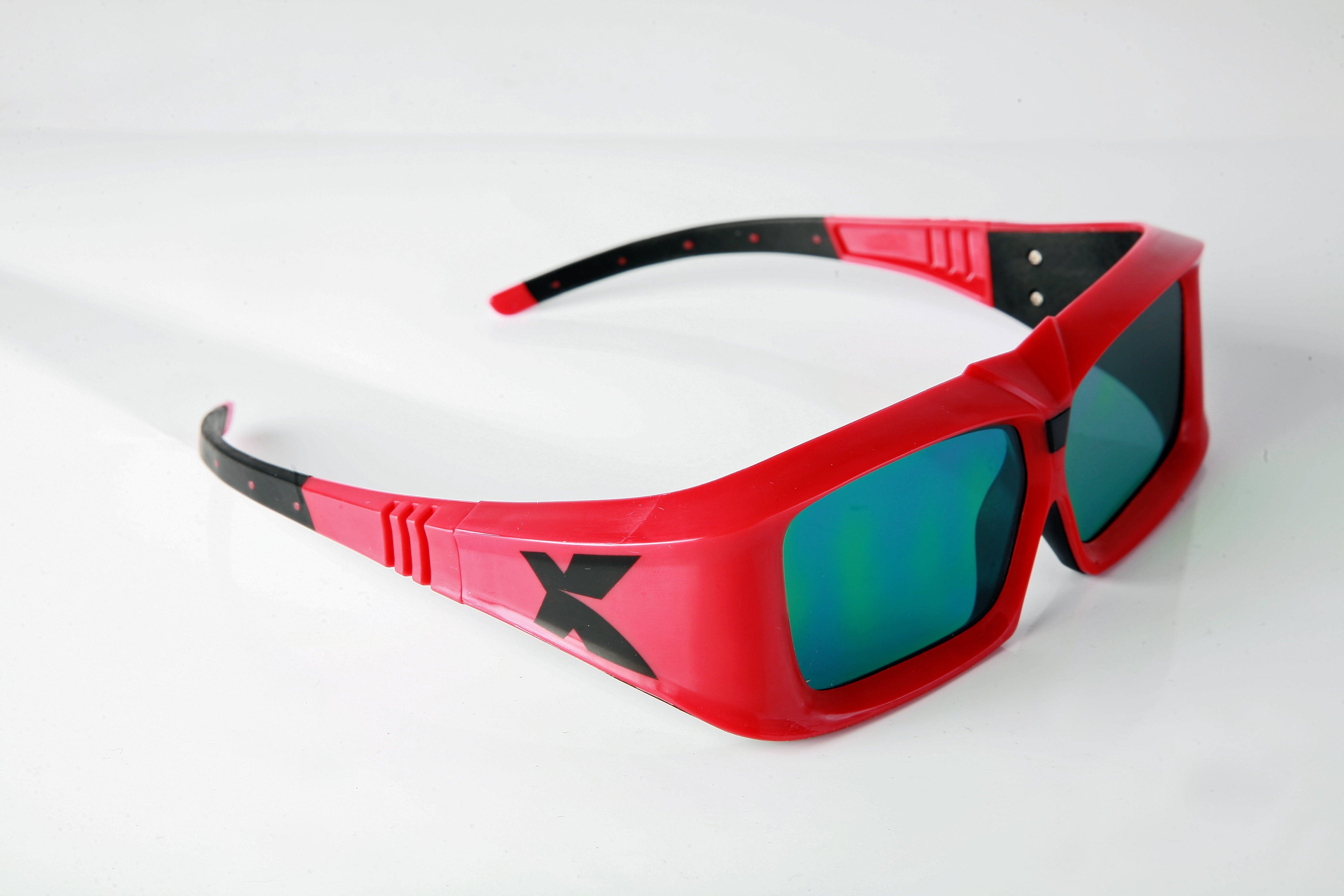
Ulleres XpanD.

XpanD és un sistema de projecció 3D basat en ulleres actives que s'encarreguen de separar les imatges.

## Projecció activa
El projector d'aquest sistema no té filtres per a separar les imatges per si sol, aleshores cal la intervenció d'unes ulleres (que porten els espectadors) conegudes com a ulleres actives. Aquestes s'encarreguen d'activar per a cada ull un senyal que li correspon actuant amb sincronia amb el projector. Quan un emissor d'infrarojos sincronitzat amb la projecció emet una senyal, les ulleres 3D actives la capten. Aquestes tenen la capacitat d'"obrir i "tancar" la visió de cada ull com si es tractés d'un obturador elèctric.
Les ulleres són de mida gran ja que contenen un sistema elèctric interior i unes bateries. Són models cars i, per tant, normalment pertanyen als cinemes, que s'encarreguen del seu manteniment.

## Projecció passiva
Paral·lelament, també cal destacar que el sistema ofereix una opció de projecció passiva. Aquesta consisteix en l'ús d'una pantalla de plata i filtres polaritzats tant a projector com a les ulleres que envien una imatge de l'esquerra o la dreta a l'ull adequat per així crear una imatge estereoscòpica a l'ull de l'espectador.

## Empresa
La companyia XpanD 3D va ser fundada per Maria Costeira i Ami Dror el 1995 i va financiar més de 15.000 cinemes arreu del món.

## Protocols 3D
L'agost de 2011, Panasonic, Samsung i Sony juntament amb XpanD 3D van anunciar un acord anomenat "Full HD 3D Glasses Initiative" per desenvolupar un estàndard per a ulleres 3D en productes de consum, inclosos televisors, ordinadors i projectors, basats en la tecnologia XpanD. Anteriorment, les empreses tenien els seus propis estàndards per a ulleres 3D i eren incompatibles entre elles. A la nota de premsa de l'anunci es va dir: "Les ulleres universals amb els nous protocols IR / RF estaran disponibles el 2012 i estan orientades a ser compatibles amb els televisors en actiu 3D del 2011".